# Katoro
Katoro (olaszul: Catoro) falu Horvátországban, Isztria megyében. Közigazgatásilag Umaghoz tartozik.

## Fekvése
Az Isztria északnyugati részén, Umagtól 3 km-re északnyugatra az azonos nevű kis öbölben és az azonos nevű foknál az Umagról Savudrijára vezető út mellett fekszik.

## Története
Területe már az ókorban is lakott volt, ezt igazolja, hogy a Tiola-foktól partjának teljes hosszában a tenger szintje alatt ókori luxusvillák maradványai láthatók. Eszerint az ókorban ez a teljes partszakasz beépített és forgalmas volt. A Katoro-fok lábánál a 19. század végén végzett amatőr kutatások már díszes mozaikpadlók, színes falfestmények töredékeit és egyéb leleteket eredményeztek, melyek gazdag tulajdonosok luxus villáiról árulkodtak. Az 1970-es években a Tiola-fok északi oldalánál Š. Mlakar végzett nem publikált feltárásokat. A római település a késő ókorra elszegényedett és a 4. századra a terület már elhagyatott volt.
1269-ben területe Umaggal együtt a Velencei Köztársaság foglalta el és egészen 1797-ig meg is tartotta. 1797-ben a napóleoni háborúk következtében megszűnt a Velencei Köztársaság és az Isztriával együtt a település is Habsburg uralom alá került. 1805-ben Napóleon a francia fennhatóság alatt álló Illír provincia részévé tette. Napóleon bukása után 1813-ban az egész Isztriával együtt ismét a Habsburg birodalom részévé vált és maradt 1918-ig. Az első világháború után a rapallói szerződés értelmében Isztria az Olasz Királysághoz került. 1943-ban az olasz kapitulációt követően német megszállás alá került, mely 1945-ig tartott. A második világháború után a párizsi békeszerződés értelmében Jugoszlávia része lett, de 1954-ig különleges igazgatási területként átmenetileg a Trieszti B zónához tartozott és csak ezután lépett érvénybe a jugoszláv polgári közigazgatás. A település Jugoszlávia felbomlása után 1991-ben a független Horvátország része lett. 2011-ben 14 lakosa volt.

## Lakosság
| Lakosság változása | Lakosság változása | Lakosság változása | Lakosság változása | Lakosság változása | Lakosság változása | Lakosság változása | Lakosság változása | Lakosság változása | Lakosság változása | Lakosság változása | Lakosság változása | Lakosság változása | Lakosság változása | Lakosság változása | Lakosság változása |
| ------------------ | ------------------ | ------------------ | ------------------ | ------------------ | ------------------ | ------------------ | ------------------ | ------------------ | ------------------ | ------------------ | ------------------ | ------------------ | ------------------ | ------------------ | ------------------ |
| 1857               | 1869               | 1880               | 1890               | 1900               | 1910               | 1921               | 1931               | 1948               | 1953               | 1961               | 1971               | 1981               | 1991               | 2001               | 2011               |
| 0                  | 0                  | 0                  | 0                  | 0                  | 0                  | 0                  | 0                  | 0                  | 0                  | 0                  | 0                  | 0                  | 0                  | 14                 | 14                 |

## Nevezetességei
A település területén, a Tiola-foknál ókori római épületek maradványait fedezték fel, részben pedig feltárták. A félsziget déli oldalán, a tenger alatt megtalálták a római móló, északi oldalán viváriumok maradványait jegyezték fel. A nyugati foknál mozaikpadlós római épületek maradványai, északnyugati végén pedig római nekropolisz található. A Tiola lelőhelyen egy római villa rustica maradványai találhatók, amelyet az 1. századtól a kora középkorig használtak.